# Neaspilota brunneostigmata
Neaspilota brunneostigmata es una especie de insecto del género Neaspilota de la familia Tephritidae del orden Diptera.

## Historia
Doane la describió científicamente por primera vez en el año 1899.